# RIAS Big Band Berlin
Die RIAS Big Band Berlin, meist nur RIAS Big Band genannt, war eine deutsche Big Band und Nachfolgerin des RIAS Tanzorchesters.

## Vom RIAS Tanzorchester zur RIAS Big Band
Als der Rundfunk im amerikanischen Sektor (RIAS) am 1. Januar 1994 aufgelöst wurde, kam das Orchester zusammen mit vier anderen Ost- und West-Berliner Rundfunkklangkörpern unter das Dach der neu gegründeten Rundfunk-Orchester und -Chöre gGmbH. 1995 wurde der Jazz-Posaunist und Bandleader Jiggs Whigham neuer Chefdirigent. Zugleich erfolgte im Rahmen des künstlerischen Neuanfangs die Umbenennung in RIAS Big Band. Es schlossen sich mehrere internationale Tourneen an; Solisten wie Mark Nightingale nahmen mit der Band Alben auf. Im Jahr 2000 beendete Whigham seine Dirigentenzeit, und die Big Band wurde von Gastdirigenten wie Peter Herbolzheimer und Jörg Achim Keller geleitet.

## Gemeinnützige GmbH
Im Jahr 2001 erfolgte aufgrund finanzieller Probleme die Ausgliederung der RIAS Big Band aus der Rundfunkorchester und Chöre GmbH. Wegen arbeitsgerichtlicher Auseinandersetzungen durfte das Orchester längere Zeit nicht öffentlich spielen. Im Juni 2003 trat die Band erstmals wieder auf. 2004 organisierte sich die RIAS Big Band neu als gemeinnützige GmbH. Unterstützt wurde das Orchester durch den Förderverein Freunde der RIAS BIG BAND e. V. und den Rundfunk Berlin-Brandenburg. Die musikalische Leitung übernahm Jörg Achim Keller. Das letzte öffentliche Konzert der Formation fand am 12. Mai 2009 zum 60. Jahrestag der Beendigung der Berliner Blockade im Flughafen Tempelhof statt; die musikalische Leitung hatte Bob Lanese.